# Maasfortbrug
De Maasfortbrug is een betonnen liggerbrug over de Grote Nete in de stad Lier, in de Belgische provincie Antwerpen. De huidige brug werd gebouwd in 1973, bestaat uit één overspanning van 16,9 m lang en is 10,8 m breed.
In 1625 werd de Maasfortbrug met een schans versterkt. In de volksmond werd dit al snel een "Schrans" genoemd, waardoor de brug ook Schranskensbrug werd genoemd.
De brug was in vroeger tijden een belangrijke brug over de Grote Nete in de weg naar Kessel. Bij de brug stond een tolbareel. De Lierse brouwerij "Den Draaiboom" ontleende zijn naam aan de tolbareel bij de brug. Bij de aanleg van het Netekanaal in de jaren 1950 werd de baan naar Kessel (de huidige N13) iets naar het zuiden verlegd en werd eerst het Netekanaal overbrugd en daarna de Grote Nete.
Voor 1914 was de brug een eenvoudige draaibrug. Tussen 1925 en 1927 werd de draaibrug vervangen door een ophaalbrug. In 1973 werd dan de huidige betonnen liggerbrug gebouwd, iets ten oosten van de plaats van de oude ophaalbrug.